# Abbaye Saint-Nicolas-des-Prés
Pour les articles homonymes, voir Abbaye Saint-Nicolas et Saint-Nicolas.
L'abbaye Saint-Nicolas-des-Prés est une abbaye de moines bénédictins située à Ribemont, dans le département de l'Aisne, en France.

## Historique

### Fondation
L'abbaye de Saint-Nicolas-des-Prés-sous-Ribemont a été fondée en 1083 par Anselme II, seigneur de Ribemont, fils d'Anselme I, châtelain et porte-guidon de la ville de Saint-Quentin et de Valenciennes, seigneur d'Ostrevant, dans le fief de Saint-Nicolas-des-Prés (village situé à proximité de Ribemont). Les moines appartenaient à l'ordre de Saint-Benoît. En 1083, par une charte établie à Laon en présence d'Elinand, évêque de Laon, Renauld, archevêque de Reims, Renauld, comte de Soissons, Anselme II faisait don à l'abbaye de toute la seigneurie et propriété sur laquelle elle avait été édifiée, du fief de Follemprise, de les Croisettes et de Les vignes-Messire-Artus, les terres et seigneurie du village de Lucy ainsi que de bien d'autres terres. Ce legs fut confirmé en 1084 lors d'un parlement mené à Ribemont en présence de  Philippe I, roi de France. L'abbaye fut dotée de possessions et de privilèges importants, comme en 1087, où Anselme, dit également de Bouchain, lui donne en outre une bergerie, qu'il avait reçue en bénéfice du comte de Flandre Robert le Frison qui l'avait alors affranchie, la transformant en alleu (terre libre). La bergerie devenue seigneurie de Ribemont, s'étendait sur une surface de 250 mesures (environ 110 hectares) en bord de mer, sur la paroisse de Loon, future commune de Loon-Plage, en Flandre maritime, arrondissement actuel de Dunkerque. La bergerie passa ensuite de l'abbaye au chapitre Notre-Dame de Thérouanne.

### L'abbaye au Moyen Age
Sur l'un des bras de l'Oise sur lequel les moines avaient droit de pêche, fut édifié à la fin du XIIe siècle un moulin (la moulin Hocquerel)
En 1141, à la suite de plaintes contre les mœurs et la conduite des clercs de l'église Saint-Germain de Ribemont, l'évêque de Laon concède le prieuré Saint-Germain et ses biens à l'Abbé de Saint-Nicolas-des-Prés. Ainsi les clercs et chanoines de Ribemont partirent progressivement (entre 1143 et 1197) et l'église Saint-Germain fut fermée en 1143. Clercs et chanoines furent remplacés par les moines de l'abbaye.
En 1282, Philippe III dit le Hardi fit à l'abbaye une donation importante.

### Destruction et renaissance de l'abbaye à l'époque moderne
L'abbaye fut incendiée et pillée en 1570 pendant les guerres de Religion. Elle fut reconstruite en 1663 et le prieur Dupart s’employa à réaliser les réformes et à rétablir la règle bénédictine dans toute sa rigueur. Un arrêt du Conseil du roi de 1678 reconnut à l'abbaye le titre de fondation royale, son fondateur Anselme II, descendant des comtes de Vermandois, qui tiraient leur origine de Charlemagne. 

### Abbés
- 1088 : Reinard, abbé, déclare qu'Anselme de Ribemont a donné à l'abbaye la bergerie située à Loon, tenue en fief par Anselme du comte de Flandre.

- 1645 - Jérôme Dangenoust, abbé commendataire, conseiller du Roi,  actif à cette date fait foi et hommage devant le notaire Charles François de Saint-Vaast, notaire à Paris[6]. Jacques-Auguste II de Thou chevalier baron de Meslay, conseiller du Roi en ses conseils et en sa cour de Parlement, demeurant en son hôtel 6-8 rue des Poitevins § Foy et hommage de Hiérosme Dangenoust, conseiller et aumônier du Roi, comme seul et unique héritier de défunt Jean-Baptiste-Simon de Marquemont, écuyer sieur de la Loge, à Jacques-Auguste II de Thou, pour des près en la prairie de Loches dépendant de la baronnie de Meslay.

### Disparition de l'abbaye
A la Révolution française, l'abbaye fut déclarée bien national, le clergé régulier et les abbayes étant supprimés. Le 5 août 1791, les propriétés de l'abbaye sont divisés et mises en vente. La terre comportant l'abbaye fut acquise par Marie Charlotte Henriette Pinault de Thenelles (1760-1837), marquise de La Tour-Maubourg, épouse non commune de biens de Charles César de Fay de La Tour-Maubourg. Ce dernier convertit l'abbaye en château.
En 1827, Loth de Monceau démolit l'église et l'aile gauche du cloître afin de revendre les terres avec plus d'aisance.
15 juillet 1832, M. Bonjour acheta le cloître pour en faire une filature.
Le monument est protégé au titre des monuments historiques depuis 1982.

## Vestiges
Au XIXe siècle, fut construite la maison d’habitation à la gauche du cloître ainsi que la grande bâtisse qui abritait la machine à vapeur de la filature.